# آنا بارسقیان
آنی باسیل (زادهٔ ۱۳ اکتبر ۱۹۱۱ در شیراز - ۶ نوامبر ۱۹۹۵ در کلکته) فعال و بازیگر هندی متولد ایران بود. او در اصل یک بازیگر تئاتر و عضو آکادمی هنرهای زیبای هند بود. او از سال ۱۹۶۵ تا ۱۹۶۷ به عنوان رئیس اتحادیه زنان ارمنی خیرخواه انتخاب شد، سپس از سال ۱۹۶۹ تا ۱۹۷۳ به عنوان رئیس شورای ملی زنان هند تعیین شد.